# Abdelmadjid Meskoud
Abdelmadjid Meskoud (en arabe : عبدالمجيد مسكود) est un chanteur algérien né le 31 mars 1953 dans le quartier algérois d’El Hamma à Belcourt (aujourd’hui Belouizdad).
Artiste autodidacte, on lui reconnaît une certaine maîtrise de l'art du chaâbi. Mais l'artiste reste un artiste très local jusqu’à la révélation de El Assima en 1989.

## Biographie
Abdelmadjid Meskoud qui n'a jamais fait d’école de musique, commence en 1969 à gratter sa première guitare tout en s'exerçant à la comédie d’abord dans la troupe Mohamed Touri de la place du 1er-Mai que dirigeait Mohamed Tahar Benhamla ensuite dans la Troupe du Théâtre Populaire (TTP) qu’animait Hassan El-Hassani.
Meskoud passe deux ans à Béchar - service national obligé - ce qui lui a permis de chanter juste et maîtriser la frappe. Il reste un chanteur de quartier même si grâce à l'amitié et à la complicité de Mohamed Er-lkachid, un féru d'histoire musicale, il arrive à passer à la télévision.
Ses activités se limitent à la célébration des mariages jusqu'au jour où la belle chanson El-Assima le révèle au grand public, en 1989. Ce texte personnel qu'il a toutefois commencé à chanter depuis 1987 dans les fêtes est un beau texte, intense, vrai et plein de nostalgie. À l'origine de ce petit chef-d'œuvre, la destruction, pour rénovation, du vieux quartier d'El Hamma où il est né. Il n'a pas pu tenir le coup lorsqu'il a vu la grande boule en fer écraser sa maison. Après, le poème a pris progressivement de l'ampleur pour donner Ya Dzaïr ya El Assima.
Son orchestre composé de Krimo Ben Allaoua, Hakim Ben El-Djouzi, Zouhir Djemaî (violon), Redouane Ben El-Djouzi (guitare), Ahmed Berrour (derbouka) et Abdelkader Dali (târ), assez stable, a été créée en 1984.
Cet artiste qui écoute énormément Jacques Brel, Édith Piaf, Georges Brassens et Léo Ferré, qui a beaucoup d'estime pour les maîtres Cheikh El Hasnaoui et Hadj El Anka notamment, a introduit un peu de fraîcheur dans la chanson chaâbi des années 1990 écrasée par d'autres genres plus agressifs tel que le Raï.